# Vulcano (vulcano)
Vulcano è uno stratovulcano complesso del Mediterraneo. Si trova sull'isola omonima, nell'arcipelago delle Eolie. La parola vulcano, usata per le montagne geologicamente attive, deriva dal nome di questa montagna e dell'isola, le quali a loro volta devono il loro nome al dio romano del fuoco, Vulcano, il quale risiedeva, secondo la mitologia classica, sull'isola.

## Generalità

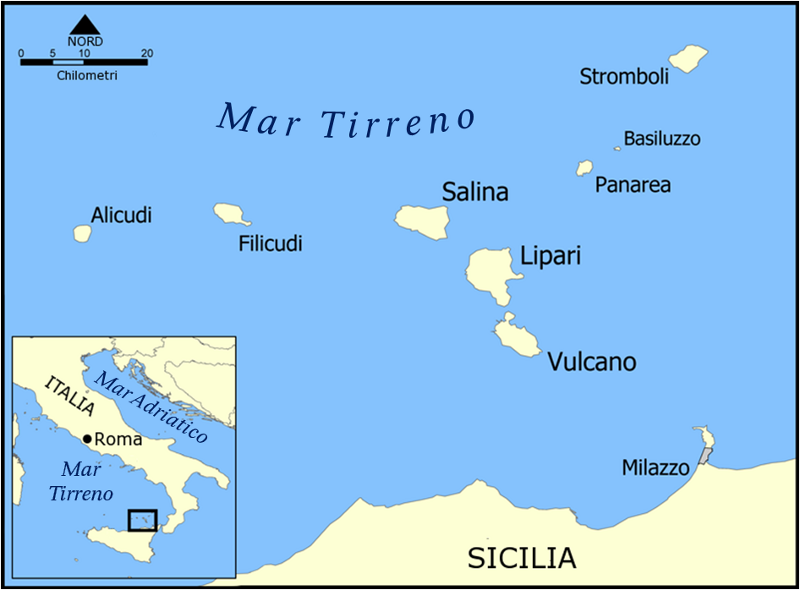
Collocazione geografica

Come tutti i vulcani italiani, si è formato a causa del movimento della zolla africana, che muovendosi verso il Nord esercita una forte pressione su quella euroasiatica. Vulcano raggiunge un'altitudine di 386 metri. Esso si eleva come formazione collinosa al centro dell'isola, nei pressi di Porto Levante. Il pendio presenta residui di vario tipo (paesaggio sabbioso; formazioni porose tipo pomice, presenza di residui più vetrosi di tipo ossidianico).
La vegetazione si riduce man mano che progredisce l'altitudine. Alle medie altezze cresce solo la ginestra; in prossimità del cratere principale il terreno è completamente nudo.

## Gran Cratere della Fossa
È quello principale, dal diametro di circa 500 metri. Il bordo è situato ad un'altitudine di 386 m, ma circondato da pendii che conducono ad altezze maggiori (monti Lentia).

## Altri crateri
Nelle vicinanze del Gran Cratere della fossa si trovano i resti di altri due crateri:
1. Vulcano vecchio è situato verso sud: comprende le due cime del Monte Saraceno e del Monte Aria, che raggiunge l'altitudine di 500 m. Si tratta dell'edificio vulcanico originale, tuttora il più alto dell'intero complesso.
2. Il Lentia, a nord-ovest, è di dimensioni molto minori: è a partire dall'interno di questo che si è formato il cratere della Fossa.

Oltre, al Gran Cratere, Vulcano vecchio e al Lentia, si ricorda un complesso periferico: infatti accanto all'isola di Vulcano si trovano i coni di Vulcanello, uniti all'isola di Vulcano da un istmo denominato istmo di Vulcano.

## Attività

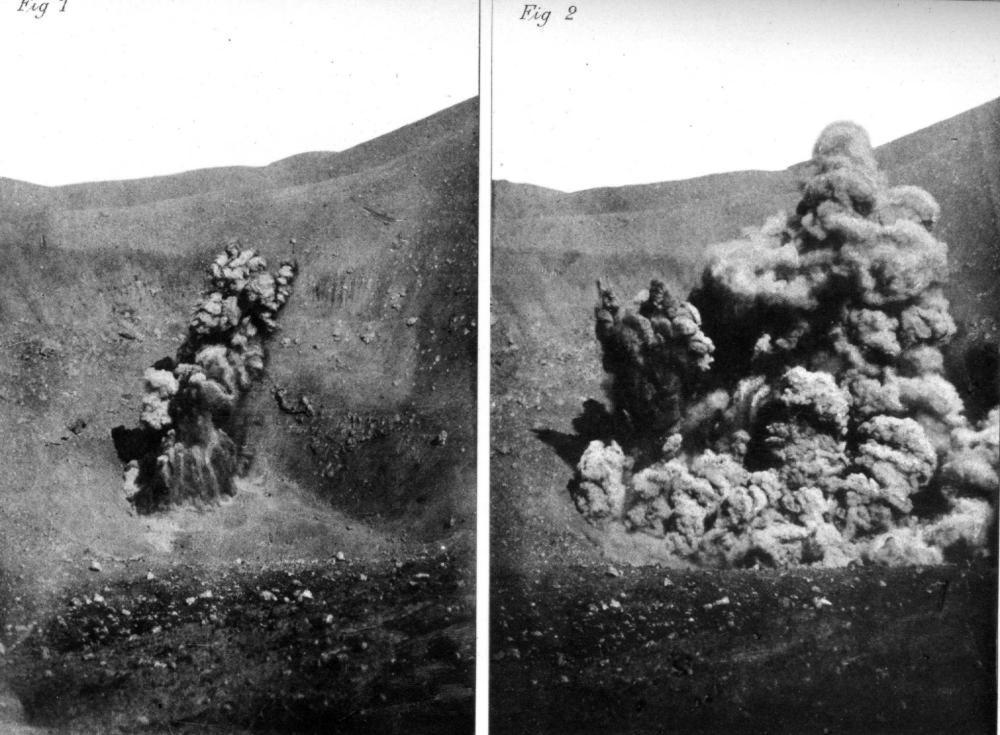
Eruzione del 1889

### Vulcano nell'antichità
Negli ultimi millenni, Vulcano ha prodotto una mezza dozzina di eruzioni devastanti. Il cratere della Fossa era attivo, a intervalli irregolari, già dall'antichità, come documentato da scrittori classici (soprattutto Tucidide nel V secolo a.C.). In questa epoca, pare si sia verificata un'attività eruttiva talmente forte da essere udibile fino in Sicilia. Dopo questa data, il cratere della Fossa iniziò una prolungata fase di riposo.
Nel II secolo a.C., accanto all'isola di Vulcano, emerse dalle acque il nuovo cratere di Vulcanello, che, eruttando, diede origine ad un'isoletta situata accanto all'isola madre. Anche questa eruzione fu documentata, nell'antichità classica, con grande maestria di stile drammatico. Per quanto l'isola di Vulcano, pare che lì la fase di riposo del Gran Cratere sia durata fino al sesto secolo d.C.

### Vulcano in epoca moderna

Fumarole di Vulcano

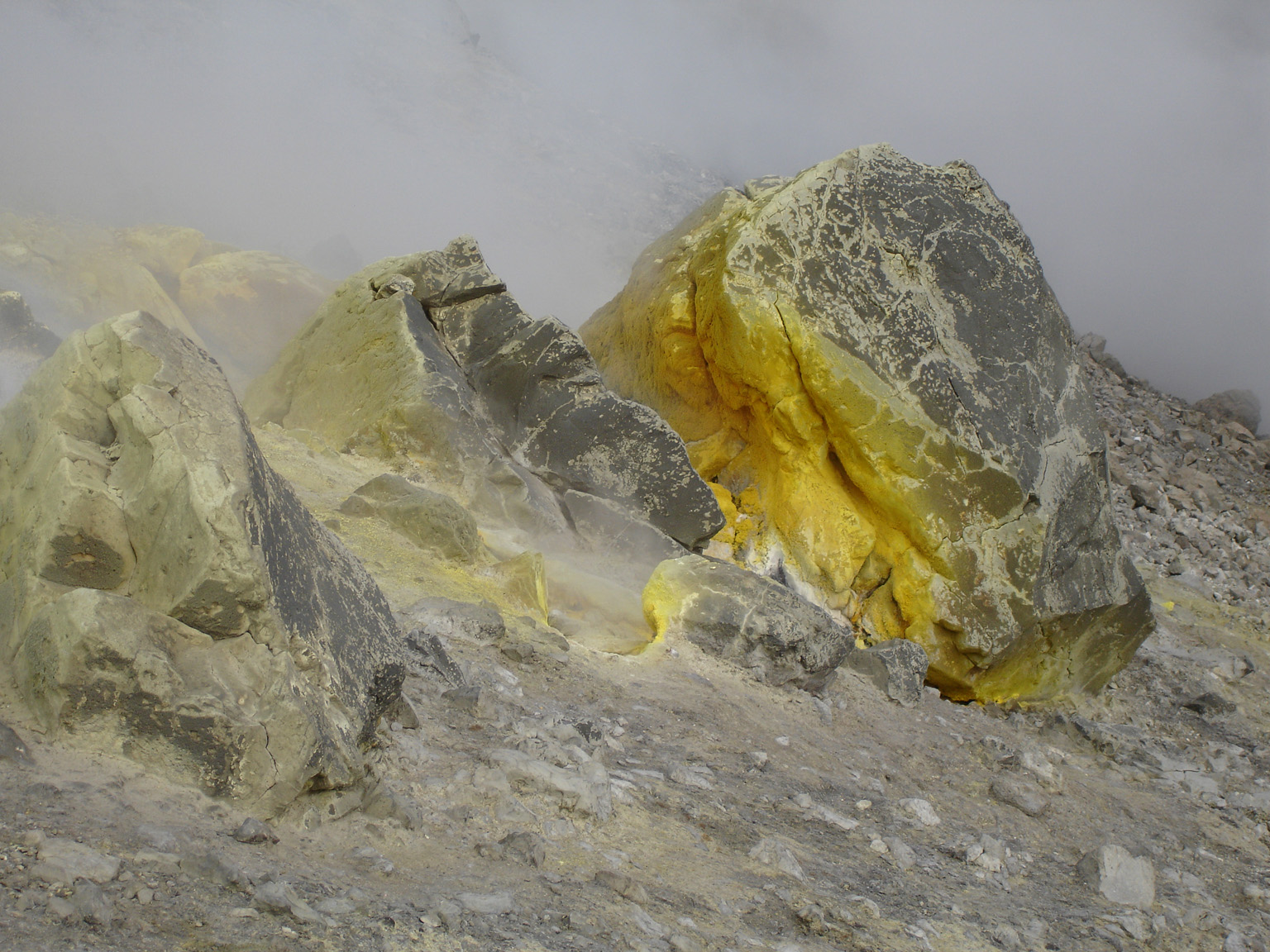
Massi nei pressi delle fumarole, con una patina gialla di zolfo

Tra il 1727 ed il 1739 è ripresa l'attività del Gran Cratere; in seguito a questo risveglio eruttivo, si è osservata la colata lavica delle pietre cotte (ossidiana). La cenere fuoriuscita è caduta su Lipari, Salina, Stromboli e sulla costa siciliana antistante.
Sono inoltre documentate ulteriori eruzioni nel 1771 e nel 1783.
L'ultima eruzione si è verificata tra il 1888 ed il 1890. Quest'ultima era stata preannunciata nel 1886 da un'eruzione freatica (cioè provocata dal vapore formatosi in seguito al riscaldamento di acqua). Le ultime eruzioni di questa serie sono state di tipo vulcaniano: dal Gran Cratere sono state catapultate delle cosiddette bombe a crosta di pane (lava solidificata) e cenere. Fu organizzata dal governo una spedizione di ricercatori. In particolare, l'eruzione fu documentata dal famoso sismologo Mercalli.

### Vulcano oggi
Dai tempi dell'ultima violenta eruzione si registra soltanto l'attività delle fumarole, dunque di esalazioni vulcaniche che consistono nella produzione di vapore e gas vulcanici. Nel caso di Vulcano, si tratta soprattutto dello zolfo, che grazie all'azione dei batteri contribuisce alla formazione di una patina colorata sulle superfici del terreno e dei sassi.
L'attività delle fumarole è documentata da secoli ed è proseguita a fasi alterne fino ai giorni nostri. Se negli anni settanta era molto modesta, a cavallo tra gli anni ottanta e gli anni novanta si registrò un'attività maggiorata che destò serie preoccupazioni.
Sulla spiaggia, a Porto Levante, l'acqua ed il fango vengono riscaldati dal calore dell'anidride solforosa prodotta dalle fumarole più deboli. Questa piccola area costiera è famosa da molto tempo per l'attività balneare: i bagni di fango di Vulcano hanno infatti la fama di giovare alla pelle e di avere effetti terapeutici.
A partire dall'estate 2021, e in particolare da settembre, si osserva un aumento dell'attività delle fumarole, con un aumento della temperatura dei gas e della quantità di CO2 e SO2 in essi, nonché un incremento dell'attività microsismica. Per questo motivo la Protezione civile ha innalzato il livello di allerta vulcanica da verde a giallo a partire dal mese di ottobre. In seguito ad una successiva diminuzione di tali fenomeni, nel dicembre 2023 il livello di allerta è stato riportato a verde.

## Escursioni
L'ascensione al vulcano si fa a piedi a partire da Porto Levante. L'ascesa verso il Gran Cratere, per persone in condizioni fisiche normali, non richiede né un enorme sforzo né l'accompagnamento di una guida (le persone anziane e persone sensibili ai gas di zolfo possono lamentare grosse difficoltà). È sconsigliabile avvicinarsi troppo alle fumarole. Prima della ridiscesa verso Porto Levante, l'escursione può essere completata da un giro intorno al cratere.

## Galleria d'immagini

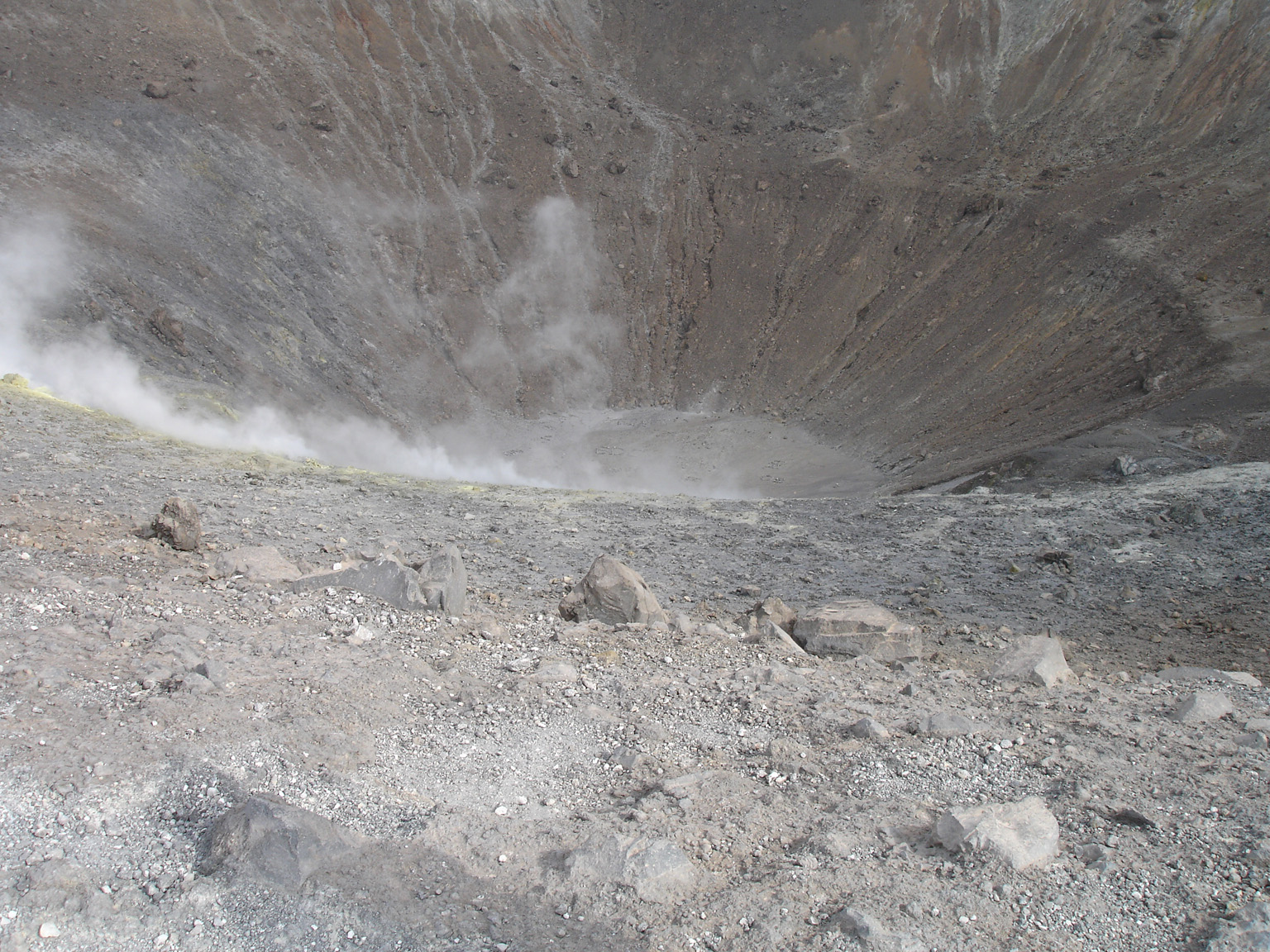
Il Gran Cratere visto dal bordo
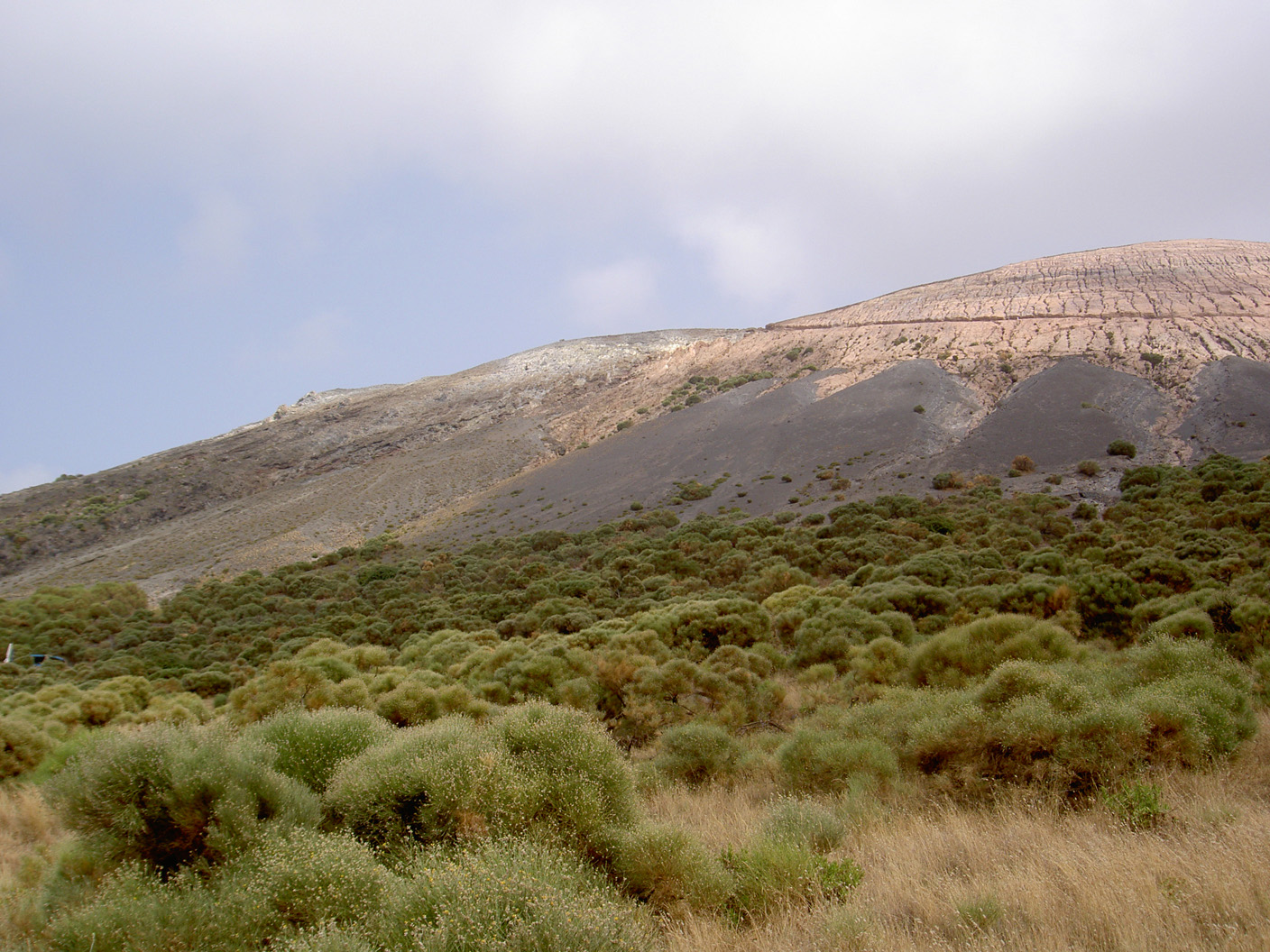
Veduta dai pressi di Porto Levante
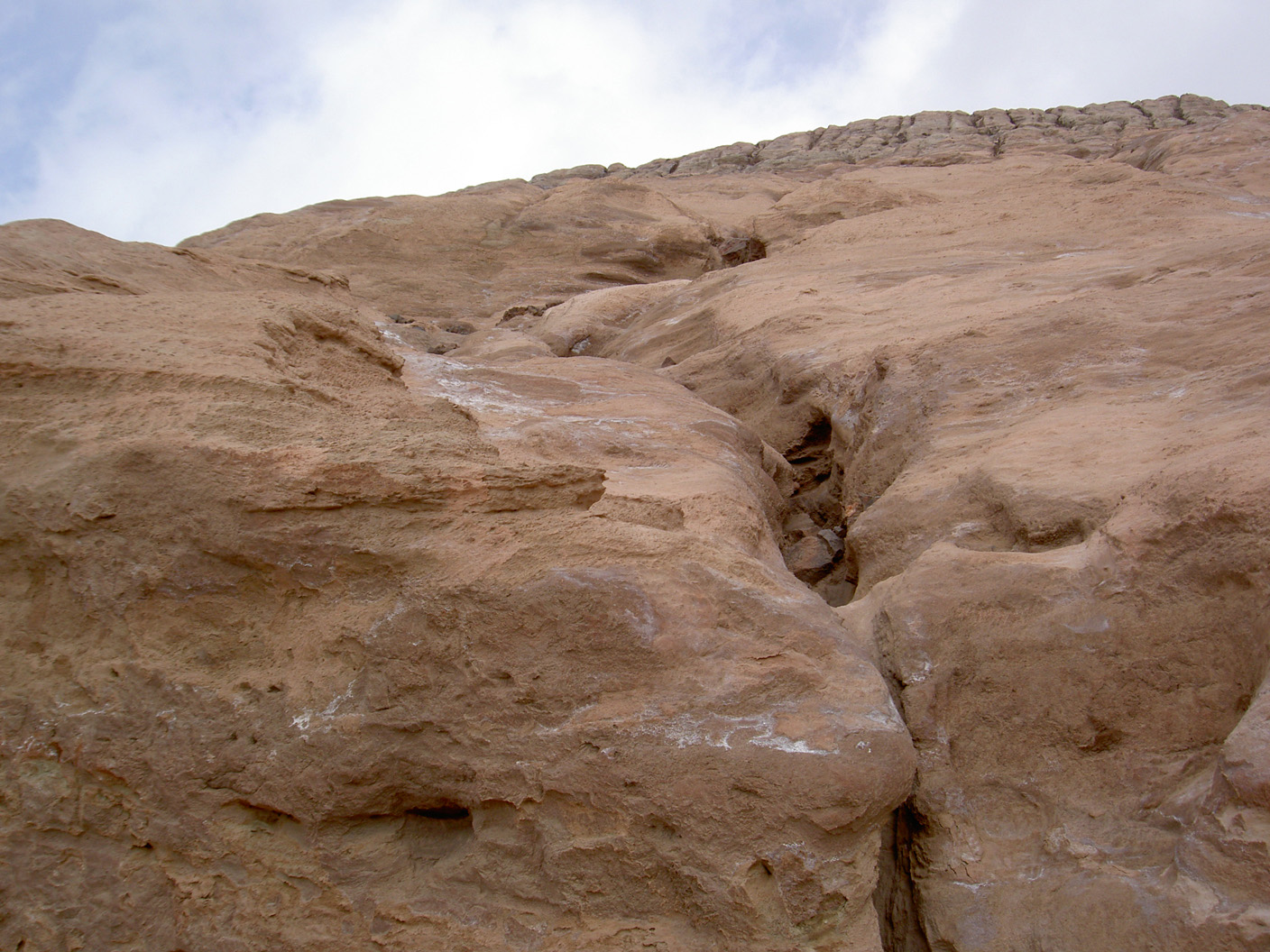
Pendio in prossimità del cratere
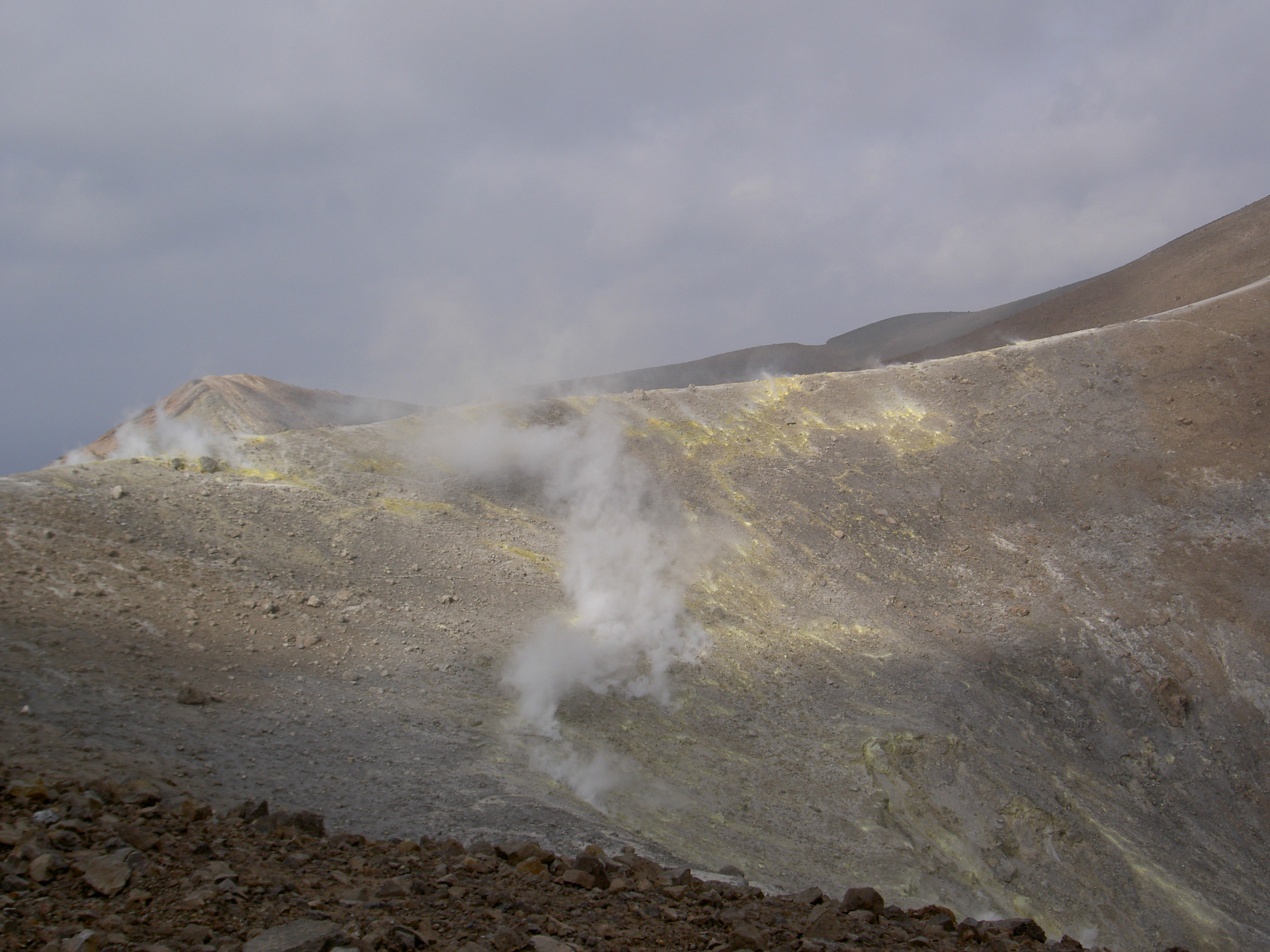
Fumarole, panorama
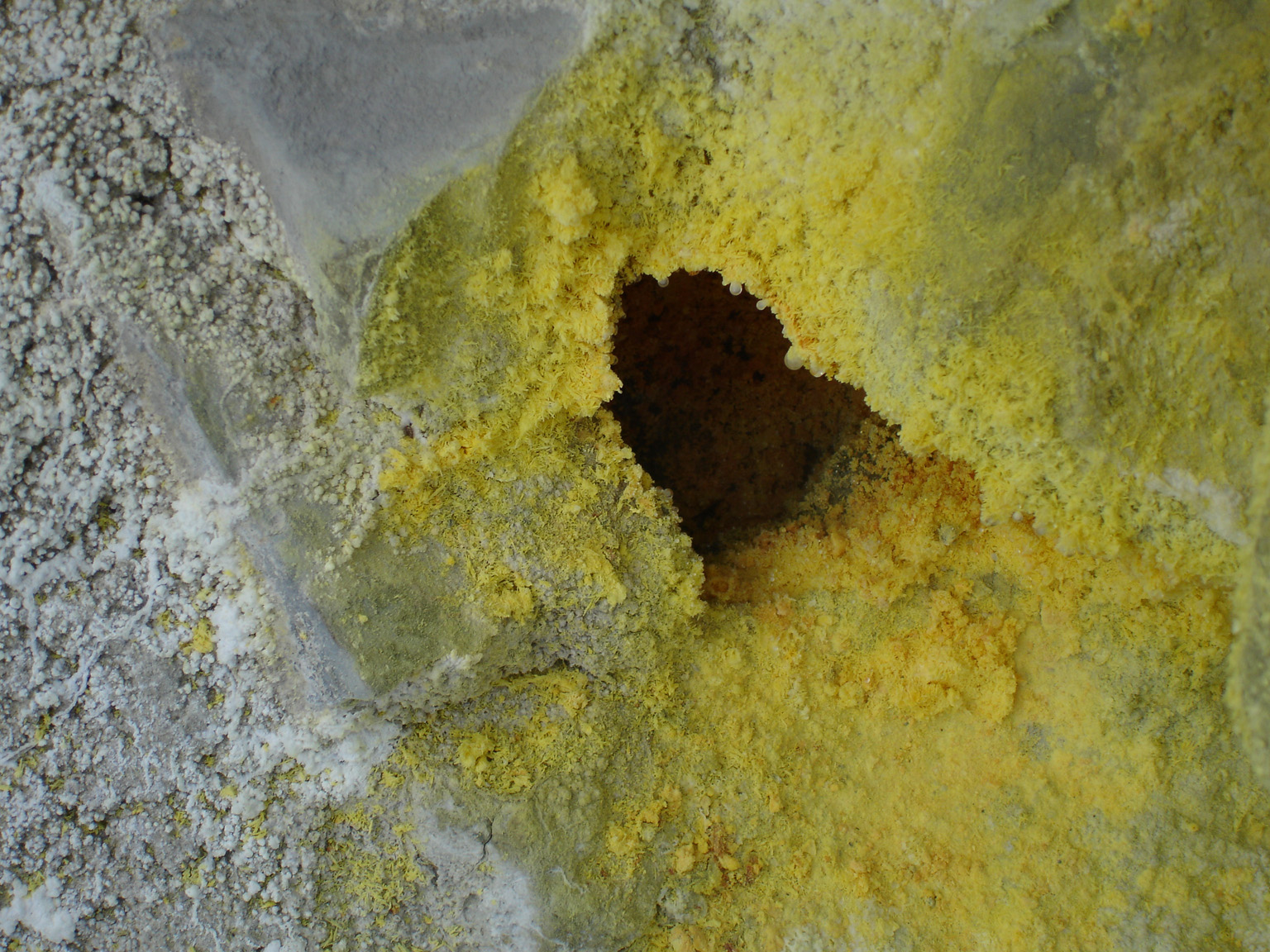
Fumarola, dettaglio
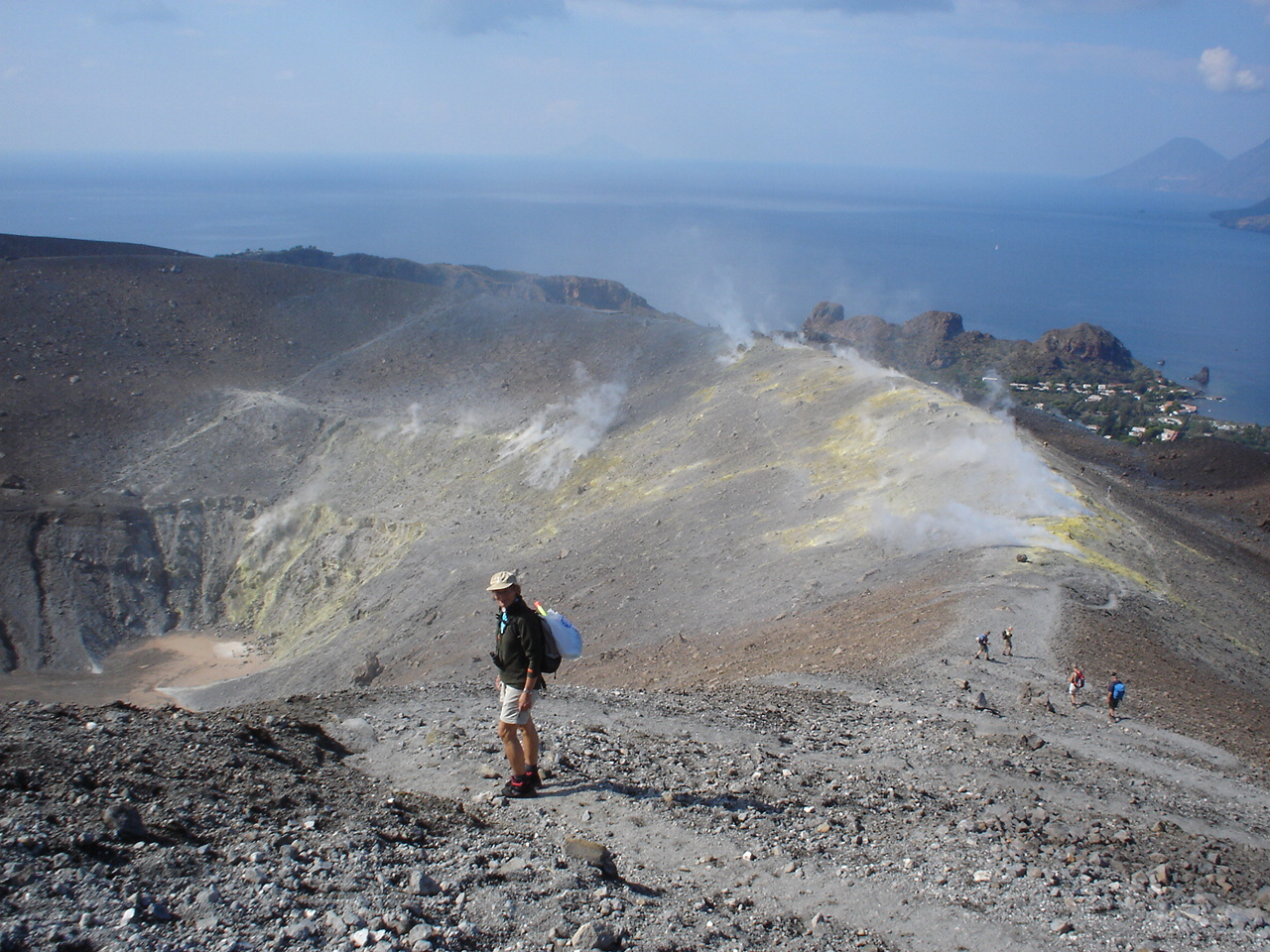
Veduta dal bordo del cratere
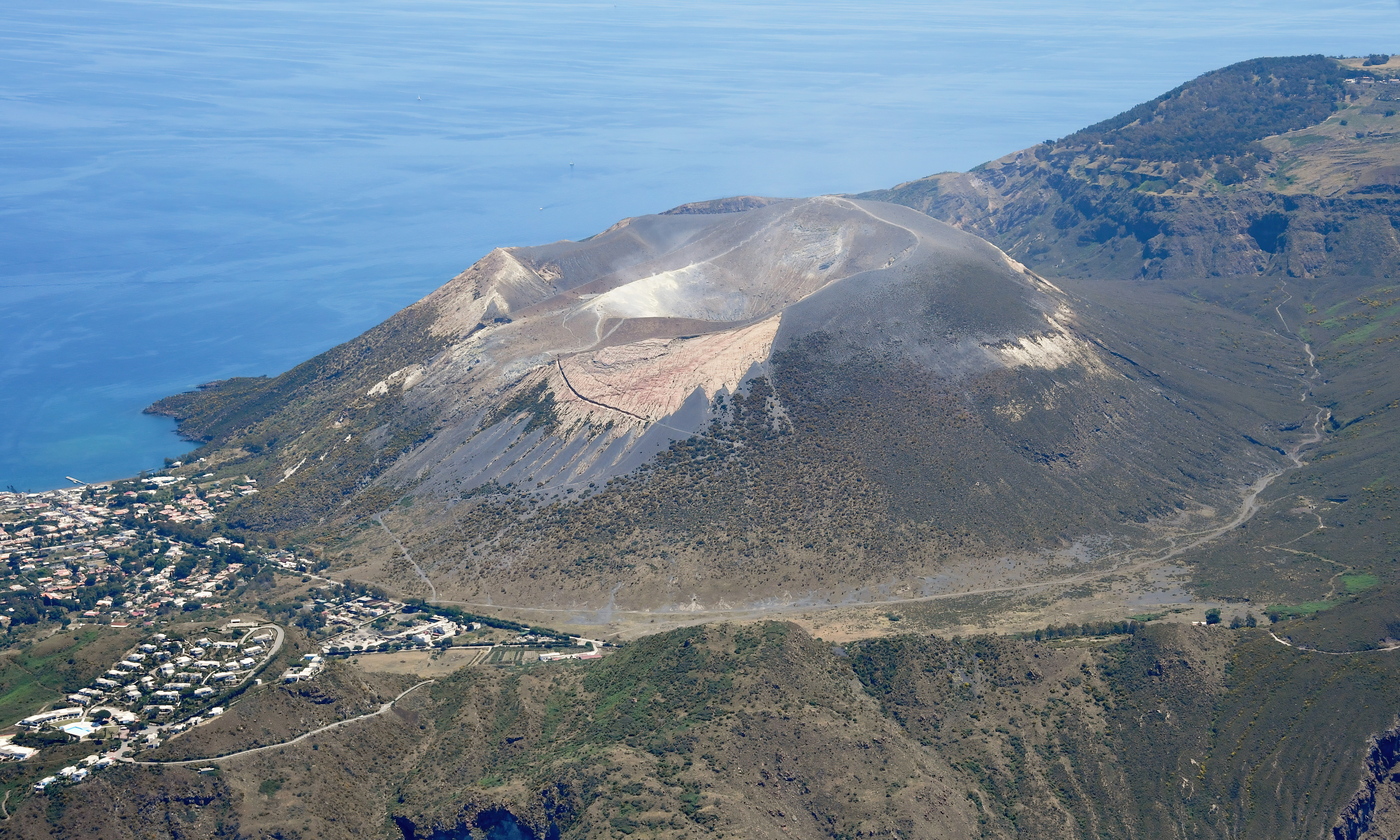
Panoramica
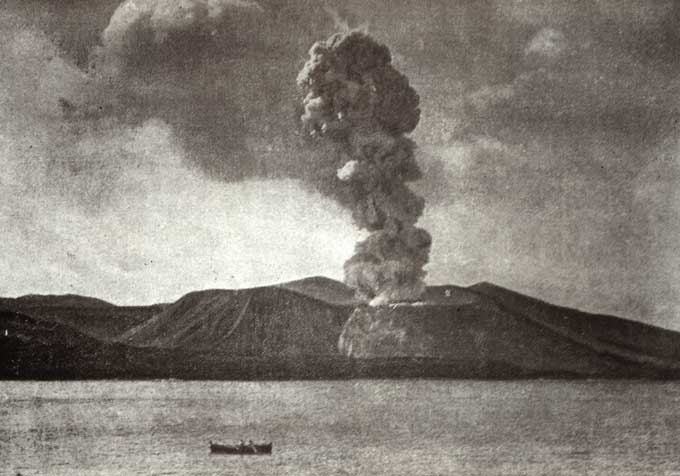
Eruzione del 1890